# Medaile svatého Olafa
Medaile svatého Olafa (norsky St. Olavsmedaljen) je norské státní vyznamenání založené roku 1939. Udílena je za vynikající služby poskytované v souvislosti se šířením informací o Norsku v zahraniční a za posilování vazeb mezi v cizině žijícími Nory a jejich vlastí.

## Historie a pravidla udílení
Medaile byla založena králem Haakonem VII. dne 17. března 1939. Udílena je za vynikající služby poskytované v souvislosti se šířením informací o Norsku v zahraniční a za posilování vazeb mezi v cizině žijícími Nory a jejich vlastí. Může tak jít například o kulturní nebo sportovní úspěchy. Může být udělena občanům Norska i cizím státním příslušníkům. I přes svůj název, nemá tato medaile spojení s Řádem svatého Olafa. Medaile svatého Olafa s dubovou ratolestí je od roku 2010 považována za samostatné vyznamenání. Autorem vzhledu medailí s portrétem Haakona VII. a Olafa V. je Halfdan Rul. V případě medaile s portrétem Haralda V. je autorem návrhu Harald Wårvik a vyryl ji Yngvar Thoresen.
Návrhy na udělení této medaile jsou podávány prostřednictvím kancléřství Řádu svatého Olafa nebo Norského královského řádu za zásluhy. O jejím udělení rozhoduje norský král. Je udílena poměrně zřídka. Například v roce 2008 ji obdrželo osm lidí a v roce 2009 byla udělena třem Norům a devíti cizincům.
V hierarchii norských vyznamenání se nachází na 9. místě za Zlatou Královou medailí za zásluhy a před Válečnou medailí.

## Popis medaile
Medaile pravidelného kulatého tvaru je vyrobena ze stříbra. Na přední straně je portrét vládnoucího krále. V době založení medaile to byla podobizna Haakona VII., poté Olafa V. a následně Haralda V. Při vnějším okraji je příslušný text v závislosti na vyobrazeném králi. Medaile je převýšena příslušným korunovaným královským monogramem. Na zadní straně je Olafův kříž, čtyřramenný kříž se dvěma osami, který je považován za norský národní symbol. Vnější okraj je z obou stran zdoben perličkovým vzorem.
Stuha se podobá té, která je používána u Řádu svatého Olafa. Tedy je červená s oběma konci lemovanými trojicí úzkých proužků v barvě bílé, modré a bílé. Odpovídají tak barvám norské vlajky.